# 加里巴尔多·尼佐拉
加里巴尔多·尼佐拉（義大利語：Garibaldo Nizzola，1927年12月3日—2012年12月26日），意大利男子摔跤运动员。他曾代表意大利参加世界摔跤锦标赛，获得一枚银牌。他也曾参加1948年、1952年、1956年和1960年夏季奥运会。